# The Resist Tour
The Resist Tour fue una gira de conciertos de la banda holandesa de metal sinfónico Within Temptation, para promocionar a su séptimo álbum Resist, que se lanzó el 1 de febrero de 2019.
El 17 de septiembre de 2019, la banda anunció que se embarcarían en una gira conjunta con Evanescence en abril de 2020. La banda tenía previsto realizar una segunda etapa de festivales de verano en 2020, pero debido a la pandemia de COVID-19, los festivales tuvieron que cancelarse.

## Antecedentes
A finales de 2017, sin ninguna noticia de un lanzamiento de estudio, la banda anunció que se embarcarían en una nueva gira en la segunda mitad del año siguiente, con un posible nuevo álbum de estudio. Incluso antes de la llegada del año nuevo, ya se habían agotado algunos conciertos. La gira había sido etiquetada "MMXVIII" en ese momento, como una referencia al año de 2018 y, solo después del anuncio de su séptimo álbum Resist, el nombre fue cambiado a "The Resist Tour". Inicialmente, solo se agregaron a la gira fechas de clubes y arenas en toda Europa, antes de que la banda comenzara a programar fechas para algunos festivales de verano de 2019. Como la vocalista Sharon den Adel había estado enfrentando problemas personales y el bloqueo de un escritor antes de comenzar a escribir oficialmente para el álbum, el destino de la banda era incierto en ese momento y no estaba segura de volver a salir de gira después de todo. Cuando más tarde reveló que la vocalista también decidió quedarse más tiempo en casa para estar más presente en la vida de sus hijos, el horario de la gira se elaboró normalmente con dos semanas de gira y dos semanas de descanso. A finales de 2018, se anunció una nueva etapa de la gira en América del Norte a principios del año siguiente, con In Flames como invitados especiales y Smash Into Pieces como el acto de apertura. La etapa consistió en 15 fechas, con 12 de ellas pasando por los Estados Unidos y 3 en Canadá. Después de la etapa norteamericana, la banda comenzó otra ronda de conciertos en toda Europa, esta vez consistió en presentaciones de festivales. Durante la temporada de festivales de 2019, la banda fue programada por primera vez como una de las cabezas de cartel para el Graspop Metal Meeting, uno de los mayores festivales europeos de heavy metal.

## Recepción

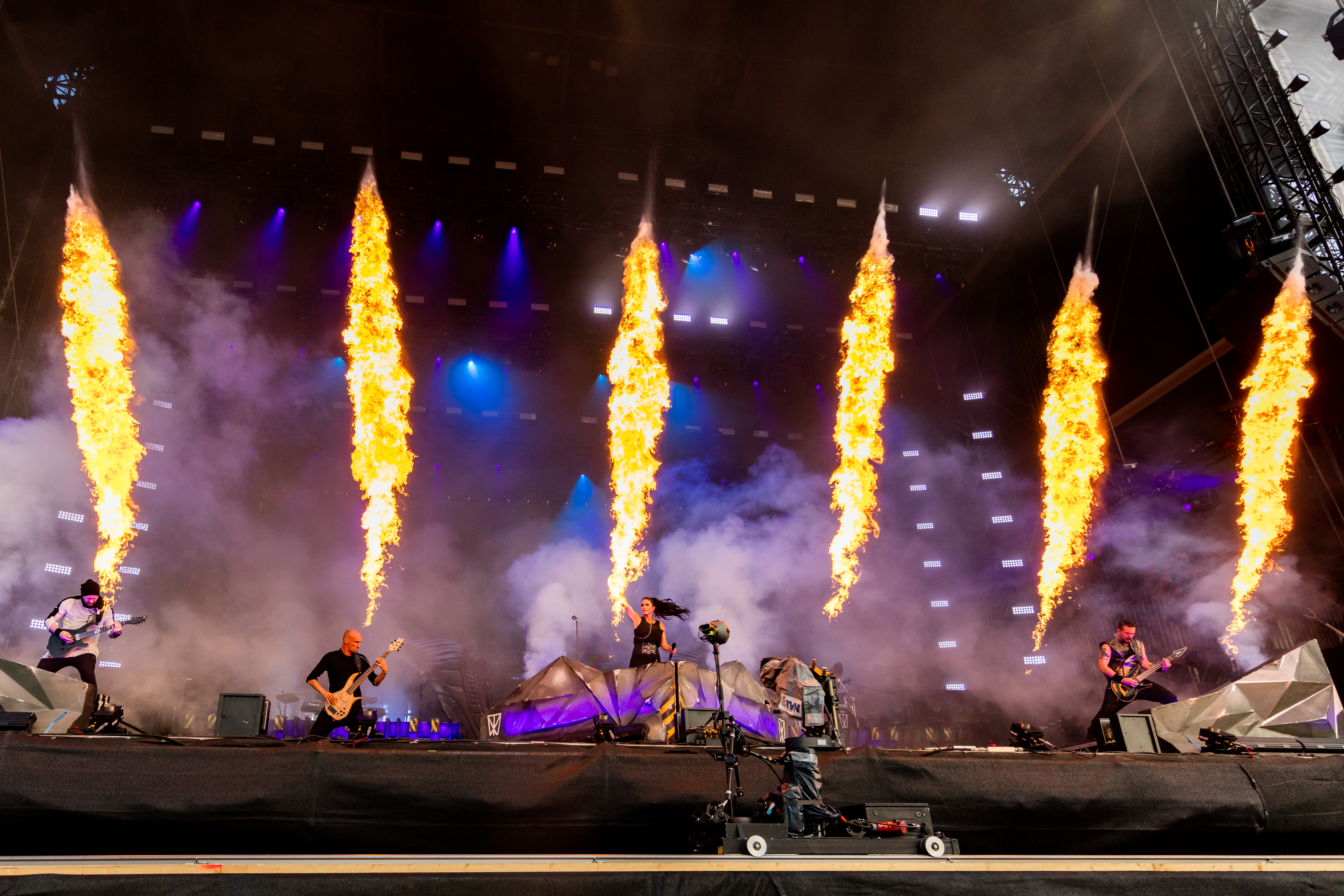
La banda en vivo en el Wacken Open Air.

Keld Broksø de la revista danesa Gaffa fue positivo sobre la gira. En su reseña de 4 estrellas del concierto en el Valby-Hallen, en Copenhague, Broksø señaló una gran mejora con respecto al último concierto de la banda en el país en 2014. El crítico señaló las habilidades vocales de Sharon den Adel como la atracción principal del concierto, y consideró las actuaciones de «Faster», «The Reckoning» y «Shot in the Dark» como los puntos más altos del espectáculo. Si bien afirmó que las canciones más íntimas pueden no funcionar en una audiencia de festival de heavy metal, afirmó que en un lugar adecuado puede volverse  «hermoso y atmosférico». Dom Walsh, del sitio web inglés Louder Than War, también fue positivo en su crítica sobre el concierto de Mánchester, elogió la actuación de la banda en su conjunto y también comentó la voz y la conexión de den Adel con la multitud. Si bien el crítico observó una menor interacción de la multitud con las canciones aún inéditas, como la gente no las conocía, señaló las canciones de The Heart of Everything como los puntos más altos del concierto, así como la canción de cierre «Stairway to the Skies». Walsh concluyó su reseña afirmando que «el espectáculo elegante y bien coreografiado, junto con la asombrosa exhibición visual y luminosa, fue una excelente pieza de teatro de rock. Si bien hay muchas variaciones en el catálogo posterior de Within Temptation en términos de estilos; en última instancia, las altísimas guitarras, los coros y el estilo inimitable de Adel palpitan por las venas de cada composición». Mark Shepley, también del sitio web británico Flick of the Finger, citó las mismas cualidades en su reseña le otorgó una calificación de 5 estrellas a la apertura del concierto de Londres, señalando la actuación     «Forgiven» como su punto más alto y clasificando el concierto como «brillante». Berklee Groove dio una crítica positiva sobre el concierto en el Playstation Theatre de la ciudad de Nueva York, también elogió la voz de den Adel y la combinación de estilos que la banda logró presentar durante el concierto, afirmando que «el resultado final es una mezcla única de rock, pop, industrial e incluso ópera a veces, todo lo cual hace que Within Temptation se destaque de una gran cantidad de otros actos de rock».

## Créditos

### Within Temptation
- Sharon den Adel – voz
- Ruud Jolie – Guitarra
- Stefan Helleblad – Guitarra rítmica,  voz de respaldo
- Martijn Spierenburg – Teclado
- Jeroen van Veen – Bajo
- Mike Coolen - Batería

### Invitados
- Anders Fridén -  Voz en "Raise Your Banner" el 19 de marzo de 2019
- Anneke van Giersbergen - Voz en "Somewhere" el 11 de julio de 2019
- Jonas Pap - Violinchelo en "Ice Queen", "The Last Dance" y "Somewhere" el 11 de julio de 2019
- Camila van der Kooij - violín en "Ice Queen", The Last Dance" y "Somewhere" el 11 de julio de 2019
- Tarja Turunen - Voz en “Paradise (What About Us?)” el 13 de julio de 2019
- Koen Stokman - guitarra rítmica el 14 de septiembre de 2019

## Fechas
| Fecha                    | Ciudad               | País            | Teatro                    | Bandas soportes             |
| ------------------------ | -------------------- | --------------- | ------------------------- | --------------------------- |
| Europa                   |                      |                 |                           |                             |
| 11 de octubre de 2018    | Krasnoyarsk          | Rusia           | Grand Hall Sibir          | N/A                         |
| 13 de octubre de 2018    | Novosibirsk          | Rusia           | DK Zheleznodorozhnikov    | N/A                         |
| 15 de octubre de 2018    | Yekaterinburg        | Rusia           | Concert Hall Kosmos       | N/A                         |
| 17 de octubre de 2018    | Nizhniy Novgorod     | Rusia           | Milo Concert Hall         | N/A                         |
| 18 de octubre de 2018    | Moscú                | Rusia           | Adrenaline Stadium Club   | N/A                         |
| 19 de octubre de 2018    | Saint Petersburg     | Rusia           | A2 Green Concert          | N/A                         |
| 20 de octubre de 2018    | Espoo                | Finlandia       | Espoo Metro Areena        | Smash Into Pieces           |
| 22 de octubre de 2018    | Estocolmo            | Suecia          | Annexet                   | Beyond the Black            |
| 23 de octubre de 2018    | Oslo                 | Noruega         | Sentrum Scene             | Beyond the Black            |
| 24 de octubre de 2018    | Copenage             | Denmark         | Valby-Hallen              | Beyond the Black            |
| 26 de octubre de 2018    | Poznań               | Polonia         | Sala Ziemi                | Beyond the Black            |
| 27 de octubre de 2018    | Warsaw               | Polonia         | Torwar Hall               | Beyond the Black            |
| 9 de noviembre de 2018   | Birmingham           | Reino Unido     | O2 Academy Birmingham     | Ego Kill Talent             |
| 10 de noviembre de 2018  | Mánchester           | Reino Unido     | O2 Apollo Manchester      | Ego Kill Talent             |
| 11 de noviembre de 2018  | Glasgow              | Reino Unido     | O2 Academy Glasgow        | Ego Kill Talent             |
| 13 de noviembre de 2018  | Londres              | Reino Unido     | O2 Brixton Academy        | Ego Kill Talent             |
| 14 de noviembre de 2018  | Southampton          | Reino Unido     | Southampton Guildhall     | Ego Kill Talent             |
| 16 de noviembre de 2018  | Paris                | Francia         | Zénith Paris              | Ego Kill Talent             |
| 17 de noviembre de 2018  | Antwerp              | Bélgica         | Lotto Arena               | Ego Kill Talent             |
| 19 de noviembre de 2018  | Cologne              | Alemania        | Palladium                 | Ego Kill Talent             |
| 20 de noviembre de 2018  | Esch-Sur-Alzette     | Luxemburgo      | Rockhal                   | Ego Kill Talent             |
| 21 de noviembre de 2018  | Zürich               | Suiza           | Samsung Hall              | Ego Kill Talent             |
| 23 de noviembre de 2018  | Ámsterdam            | Países Bajos    | AFAS Live                 | Ego Kill Talent             |
| 24 de noviembre de 2018  | Ámsterdam            | Países Bajos    | AFAS Live                 | Ego Kill Talent             |
| 25 de noviembre de 2018  | Groningen            | Países Bajos    | MartiniPlaza              | Ego Kill Talent             |
| 8 de diciembre de 2018   | Berlín               | Alemania        | Columbiahalle             | Beyond the Black            |
| 9 de diciembre de 2018   | Hamburgo             | Alemania        | Mehr! Theater             | Beyond the Black            |
| 11 de diciembre de 2018  | Prague               | República Checa | Forum Karlin              | Beyond the Black            |
| 12 de diciembre de 2018  | Budapest             | Hungría         | Tüskecsarnok              | Beyond the Black            |
| 13 de diciembre de 2018  | Vienna               | Austria         | Gasometer                 | Beyond the Black            |
| 15 de diciembre de 2018  | Milan                | Italia          | Milan La Fabrique         | Beyond the Black            |
| 16 de diciembre de 2018  | Ludwigsburg          | Alemania        | MHP Arena                 | Beyond the Black            |
| 17 de diciembre de 2018  | Munich               | Alemania        | Kulturhalle Zenith        | Beyond the Black            |
| 18 de diciembre de 2018  | Frankfurt            | Alemania        | Jahrhunderthalle          | Beyond the Black            |
| 20 de diciembre de 2018  | Tilburg              | Países Bajos    | 013                       | Beyond the Black            |
| 21 de diciembre de 2018  | Tilburg              | Países Bajos    | 013                       | Beyond the Black            |
| 22 de diciembre de 2018  | Tilburg              | Países Bajos    | 013                       | Beyond the Black            |
| 18 de enero de 2019      | Oulu                 | Finlandia       | Club Teatria              | Dark Sarah                  |
| América del Norte        |                      |                 |                           |                             |
| 28 de febrero de 2019    | Baltimore            | Estados Unidos  | Rams Head Live!           | In Flames Smash Into Pieces |
| 1 de marzo de 2019       | Philadelphia         | Estados Unidos  | The Filmore               | In Flames Smash Into Pieces |
| 2 de marzo de 2019       | New York City        | Estados Unidos  | PlayStation Theater       | In Flames Smash Into Pieces |
| 3 de marzo de 2019       | Boston               | Estados Unidos  | House of Blues            | In Flames Smash Into Pieces |
| 5 de marzo de 2019       | Montreal             | Canadá          | Olympia                   | In Flames Smash Into Pieces |
| 6 de marzo de 2019       | Toronto              | Canadá          | Rebel                     | In Flames Smash Into Pieces |
| 8 de marzo de 2019       | Chicago              | Estados Unidos  | House of Blues            | In Flames Smash Into Pieces |
| 9 de marzo de 2019       | Minneapolis          | Estados Unidos  | Skyway Theater            | In Flames Smash Into Pieces |
| 11 de marzo de 2019      | Denver               | Estados Unidos  | The Summit                | In Flames Smash Into Pieces |
| 12 de marzo de 2019      | Salt Lake City       | Estados Unidos  | The Complex               | In Flames Smash Into Pieces |
| 14 de marzo de 2019      | Portland             | Estados Unidos  | Roseland Theater          | In Flames Smash Into Pieces |
| 15 de marzo de 2019      | Vancouver            | Canadá          | The Vogue                 | In Flames Smash Into Pieces |
| 16 de marzo de 2019      | Seattle              | Estados Unidos  | Showbox SoDo              | In Flames Smash Into Pieces |
| 18 de marzo de 2019      | San Francisco        | Estados Unidos  | Warfield Theatre          | In Flames Smash Into Pieces |
| 19 de marzo de 2019      | Los Ángeles          | Estados Unidos  | Wiltern Theatre           | In Flames Smash Into Pieces |
| Europa / Festivales 1    |                      |                 |                           |                             |
| 19 de abril de 2019      | Schijndel            | Países Bajos    | Paaspop Festival          | Festival                    |
| 8 de junio de 2019       | Hyvinkää             | Finlandia       | Rockfest                  | Festival                    |
| 15 de junio de 2019      | Interlaken           | Suiza           | Greenfield Festival       | Festival                    |
| 16 de junio de 2019      | Nickelsdorf          | Austria         | Nova Rock Festival        | Festival                    |
| 21 de junio de 2019      | Dessel               | Bélgica         | Graspop Metal Meeting     | Festival                    |
| 22 de junio de 2019      | Clisson              | Francia         | Hellfest                  | Festival                    |
| 26 de junio de 2019      | Kraków               | Polonia         | Mystic Festival           | Festival                    |
| 28 de junio de 2019      | Trondheim            | Noruega         | Trondheim Rocks           | Festival                    |
| 29 de junio de 2019      | Parkstad             | Países Bajos    | ParkCity Live             | Festival                    |
| 6 de julio de 2019       | Vivero               | España          | Resurrection Fest         | Festival                    |
| 11 de julio de 2019      | Baarn                | Países Bajos    | Soestdijk Palace          | Anneke Van Giersbergen      |
| 13 de julio de 2019      | Vizovice             | República Checa | Masters of Rock           | Festival                    |
| 20 de julio de 2019      | Faro                 | Portugal        | 38th Faro Biker's Rally   | Festival                    |
| 27 de julio de 2019      | Kemerovo             | Rusia           | Heroes of World Rock      | Festival                    |
| 2 de agosto de 2019      | Wacken               | Alemania        | Wacken Open Air           | Festival                    |
| 3 de agosto de 2019      | Schwetzingen         | Alemania        | Schwetzingen Palace       | Scarlet Dorn                |
| 9 de agosto de 2019      | Dresde               | Alemania        | Junge Garde               | Scarlet Dorn                |
| 10 de agosto de 2019     | Hildesheim           | Alemania        | M'era Luna Festival       | Festival                    |
| 29 de agosto de 2019     | Raalte               | Países Bajos    | Stöppelhaene              | Festival                    |
| 31 de agosto de 2019     | Katwijk aan den Rijn | Países Bajos    | Oranjerock                | Festival                    |
| 1 de septiembre de 2019  | Aarburg              | Suiza           | Riverside Open Air        | Festival                    |
| 14 de septiembre de 2019 | Tiel                 | Países Bajos    | Appelpop                  | Festival                    |
| Europa 2                 |                      |                 |                           |                             |
| 4 de abril de 2020       | Bruselas             | Bélgica         | Palais 12                 | En conjunto: Evanescence    |
| 5 de abril de 2020       | París                | Francia         | AccorHotels Arena         | En conjunto: Evanescence    |
| 7 de abril de 2020       | Londres              | Inglaterra      | The O2 Arena              | En conjunto: Evanescence    |
| 9 de abril de 2020       | Berlín               | Alemania        | Velodrome                 | En conjunto: Evanescence    |
| 11 de abril de 2020      | Frankfurt            | Alemania        | Festhalle Frankfurt       | En conjunto: Evanescence    |
| 12 de abril de 2020      | Zúrich               | Suiza           | Hallenstadion             | En conjunto: Evanescence    |
| 14 de abril de 2020      | Milán                | Italia          | Mediolanum Forum          | En conjunto: Evanescence    |
| 15 de abril de 2020      | Múnich               | Alemania        | Kulturhalle Zenith        | En conjunto: Evanescence    |
| 17 de abril de 2020      | Hamburgo             | Alemania        | Alsterdorfer Sporthalle   | En conjunto: Evanescence    |
| 18 de abril de 2020      | Leipzig              | Alemania        | Arena Leipzig             | En conjunto: Evanescence    |
| 20 de abril de 2020      | Dusseldorf           | Alemania        | Mitsubishi Electric Halle | En conjunto: Evanescence    |
| 21 de abril de 2020      | Ámsterdam            | Países Bajos    | Ziggo Dome                | En conjunto: Evanescence    |
| 22 de abril de 2020      | Ámsterdam            | Países Bajos    | Ziggo Dome                | En conjunto: Evanescence    |
| 24 de abril de 2020      | Bruselas             | Bélgica         | Palais 12                 | En conjunto: Evanescence    |
| 26 de abril de 2020      | Esch-Sur-Alzette     | Luxemburgo      | Rockhal                   | En conjunto: Evanescence    |
| 28 de abril de 2020      | Glasgow              | Escocia         | SSE Hydro                 | En conjunto: Evanescence    |
| 30 de abril de 2020      | Leeds                | Inglaterra      | First Direct Arena        | En conjunto: Evanescence    |
| 1 de mayo de 2020        | Birmingham           | Inglaterra      | Arena Birmingham          | En conjunto: Evanescence    |

### Conciertos cancelados
| Fecha                   | Ciudad     | País            | Teatro                        | Bandas soportes                       |
| ----------------------- | ---------- | --------------- | ----------------------------- | ------------------------------------- |
| Festivales 2            |            |                 |                               |                                       |
| 22 - 23 de mayo de 2020 | Valkenburg | Países Bajos    | Pop on Top                    | Festival                              |
| 3 - 6 de junio de 2020  | Norje      | Suecia          | Sweden Rock Festival          | Festival                              |
| 5 de junio de 2020      | Hulst      | Países Bajos    | VESTROCK                      | Festival                              |
| 6 de junio de 2020      | Norje      | Suecia          | Sweden Rock Festival          | Festival                              |
| 7 de junio de 2020      | Plzeň      | República Checa | Metalfest Open Air            | Festival                              |
| 27 de junio de 2020     | Oslo       | Noruega         | Tons of Rock                  | Festival                              |
| 5 de julio de 2020      | Varsovia   | Polonia         | PGE Narodowy                  | Invitados especiales por: Iron Maiden |
| 10 de julio de 2020     | Kiev       | Ucrania         | Atlas Weekend                 | Festival                              |
| 11 de julio de 2020     | Viena      | Austria         | METAStadt Open Air            | Festival                              |
| 18 de julio de 2020     | Chirpan    | Bulgaria        | Midalidare Estate             |                                       |
| 23 de julio de 2020     | Lisboa     | Portugal        | Estádio Nacional              | Invitados especiales por: Iron Maiden |
| 25 de julio de 2020     | Barcelona  | España          | Estadi Olímpic Lluís Companys | Invitados especiales por: Iron Maiden |
| 30 de julio de 2020     | Kuopio     | Finlandia       | Kuopiorock                    | Festival                              |

- --Conciertos suspendidos por la pandemia del coronavirus.[17][18][19][20][21][22][23]